# Судова система Швеції

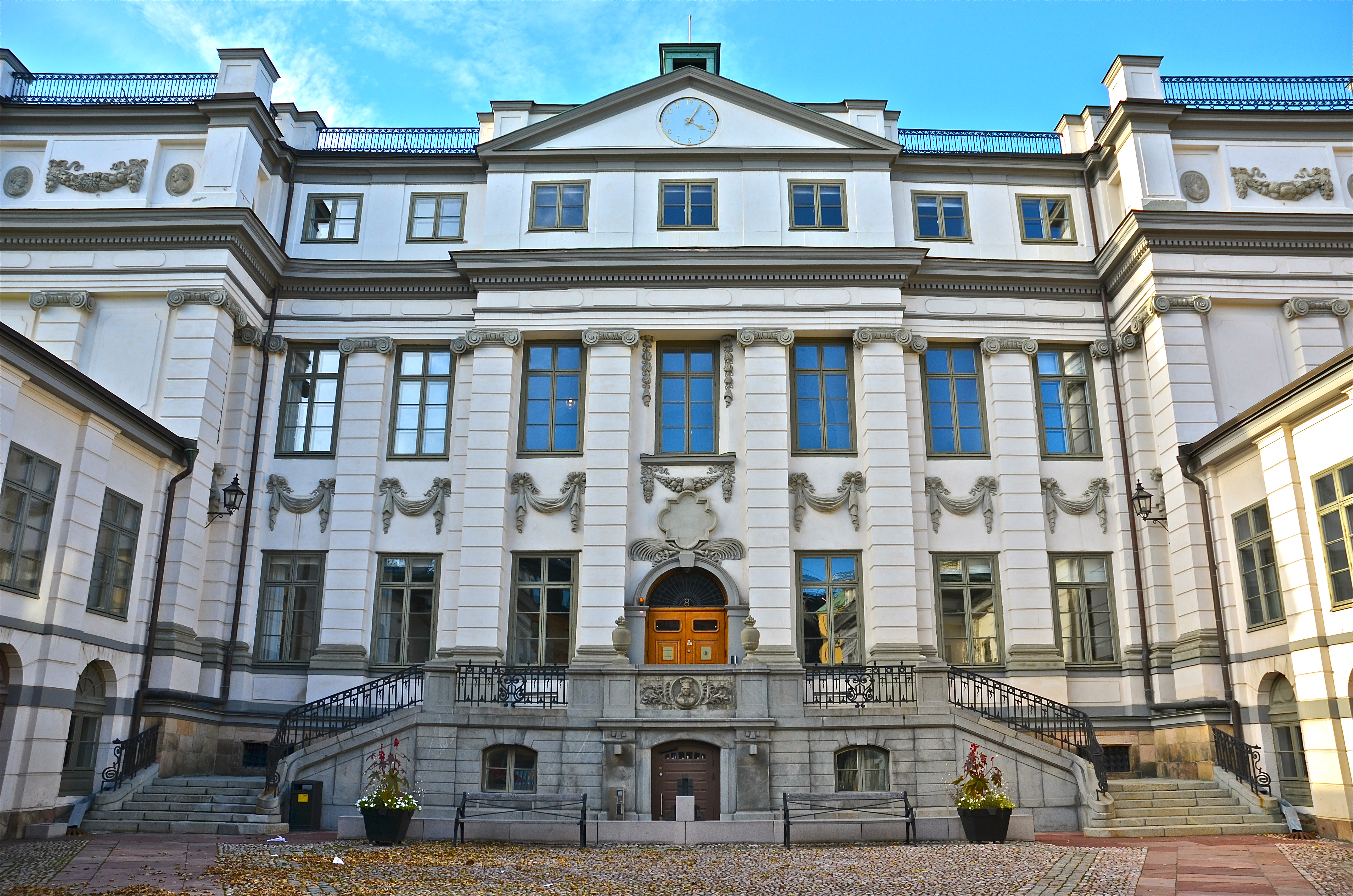
Палац Бонде в Стокгольмі, в якому знаходиться Верховний суд Швеції

Судова система Швеції складається з правової системи Швеції і низки урядових установ Швеції, яким доручено захищати безпеку і верховенство права в країні. Ці установи включають поліцію і правоохоронні органи, прокуратуру, суд, в'язницю й інші виправні служби.

## Суди
Суди поділяються на дві паралельні та окремі системи: суди загальної юрисдикції (швед. allmänna domstolar) для кримінальних та цивільних справ, а також загальні адміністративні суди (швед. allmänna förvaltningsdomstolar) для справ, які стосуються спорів між приватними особами та владою. Кожна з цих систем має три рівні, де вищий рівень суду відповідної системи зазвичай лише розглядає справи, які можуть стати прецедентом.

### Суди загальної юрисдикції

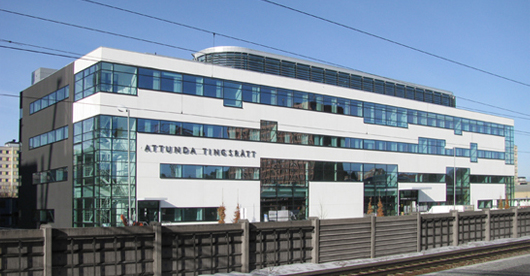
Районний суд Аттунда в Туреберзі

Суди загальної юрисдикції розглядають кримінальні справи, як діяннями, що визначені у Шведському кримінальному кодексі, або в іншому законі, для якого передбачено покарання (наприклад, крадіжка або розбій). Суди загальної юрисдикції також розглядають деякі цивільно-правові спори, наприклад, суперечки щодо змісту ділового договору або справ, що стосуються сімейного права, та ряд інших неспірних питань; наприклад, прийняття та призначення опікуна.

 Окружні суди
 В Швеції є 48 окружних судів (швед. tingsrätt). Окружні суди є судами першої інстанції для судів загальної юрисдикції. У 1971 році швед. tingsrätt стали окружними судами по всій Швеції, замінивши попереднє розмежування між швед. rådhusrätt у великих містах та швед. häradsrätt для інших частин країни.
 Апеляційні суди
 В Швеції є 6 апеляційних судів (швед. hovrätt). Апеляційні суди є другою інстанцією з питань, що стосуються кримінальних справ, спірних справ та інших судових питань, які вже були розглянуті окружним судом. Апеляційний суд може за певних обставин вимагати дозволу на оскарження, тобто вони продовжуватимуть справу лише в тому випадку, якщо є підстави вважати, що вони прийдуть до іншого висновку, ніж у окружному суді.
 Верховний суд
  Верховний суд (швед. Högsta domstolen) є останньою інстанцією судів загальної юрисдикції у якому потрібно залишити апеляцію. Це надано самим судом і здійснюється тільки тоді, коли вважається важливим встановити прецедент для судів нижчих інстанцій.

### Загальні адміністративні суди

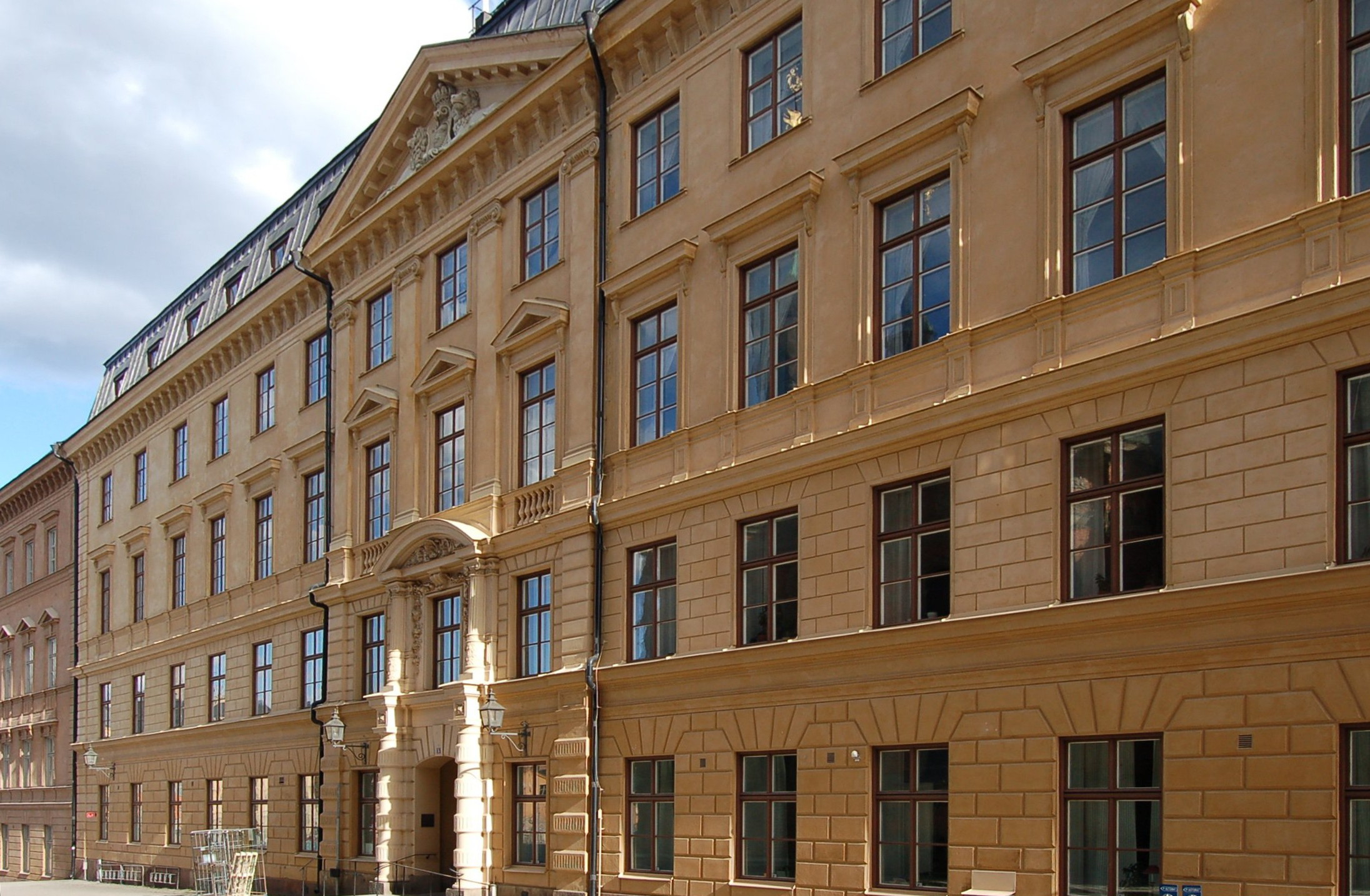
Апеляційний адміністративний суд Стокгольма

Загальні адміністративні суди обробляють численні види справ, що стосуються спорів між приватними особами та органами влади. Більше 500 різних видів справ віднесено до загальних адміністративних судів, як апеляції проти рішень, ухвалених Шведським податковим агентством або Шведським агентством соціального страхування.

 Адміністративні суди
 В Швеції є 12 адміністративних судів (швед. förvaltningsrätt). Вони є судом першої інстанції для загальних адміністративних судів.
 Апеляційні адміністративні суди
 В Швеції є 4  адміністративних апеляційних судів (швед. kammarrätt). Вони в основному розглядають справи та інші судові питання, які вже розглядалися нижчими адміністративними судами, але також виступають як суд першої інстанції у справах, пов'язаних з принципом публічного доступу до офіційних записів. Суд повинен надати дозвіл на апеляцію для розгляду справи; за винятком податкових випадків, випадків, що стосуються обов'язкового догляду за молодими людьми або дорослими з проблемами зловживання речовиною, а також людей, які є психічно хворими. Відмова на апеляцію надається лише в тому випадку, якщо є підстави вважати, що рішення може бути скасовано, або встановити важливий прецедент у суді вищої інстанції.
 Вищий адміністративний суд Швеції
  Вищий адміністративний суд (швед. Högsta förvaltningsdomstolen) є останньою інстанцією загальних адміністративних судів. Дозвіл на оскарження може бути наданий лише Вищим адміністративним судом, якщо є підстави вважати, що справа може бути важливою як прецедент. Просте помилкове судове рішення судами низшої юрисдикції не є достатнім для розгляду справи Вищим адміністративним судом.

### Спеціальні суди
Існує також ряд спеціальних судів, які розглядатимуть більш вузький набір справ, як це встановлено законодавством. Незважаючи на незалежність у своїх рішеннях, деякі з цих судів функціонують як відділи в судах загальної юрисдикції або загальних адміністративних судів. Спеціальні суди зазвичай мають однорівневу або дворівневу систему.
- Суди землі та навколишнього середовища (швед. mark-och miljödomstolar): п'ять судів першого рівня (у п'яти окружних судах) і один суд другого рівня (в одному апеляційному суді, швед. svea hovrätt)
- Міграційні суди (швед. migrationsdomstolar): три суди першого рівня (у трьох окружних адміністративних судах) і один суд другого рівня (в одному апеляційному адміністративному суді, в Стокгольмі)
- Трудовий суд (швед. Arbetsdomstolen)
- Ринковий суд (швед. Marknadsdomstolen)
- Суд патентних зверненнь (швед. Patentbesvärsrätten)
- Суд з воєнної розвідки (швед. Försvarsunderrättelsedomstolen)

Ряд трибуналів також дуже схожі на спеціальні суди в тому, як вони діють:
- Регіональні орендні трибунали (швед. hyresnämnder), з яких вісім, в окружних судах.
- Регіональні трибунали оренди (швед. arrendenämnder), з яких вісім, в тих же місцях, де розташовані регіональні трибунали.
- Трибунал для дорожньо-транспортних травм (швед. trafikskadenämnden) в Стокгольмі. Якщо сторони не хочуть приймати його рекомендацію, справу оскаржують в окружному суді (швед. tingsrätt). Інші питання страхування мають свої власні трибунали: швед. Ansvarsförsäkringens Personskadenämnd, швед. Ombudskostnadsnämnden, швед. Personförsäkringsnämnden і швед. Nämnden för rättsskyddsfrågor.
- Національна рада споживчих спорів (швед. Allmänna Reklamationsnämnden) виносить вердикт рекомендації, але не накладаючи нічого, але вони зазвичай поважаються.

## Право

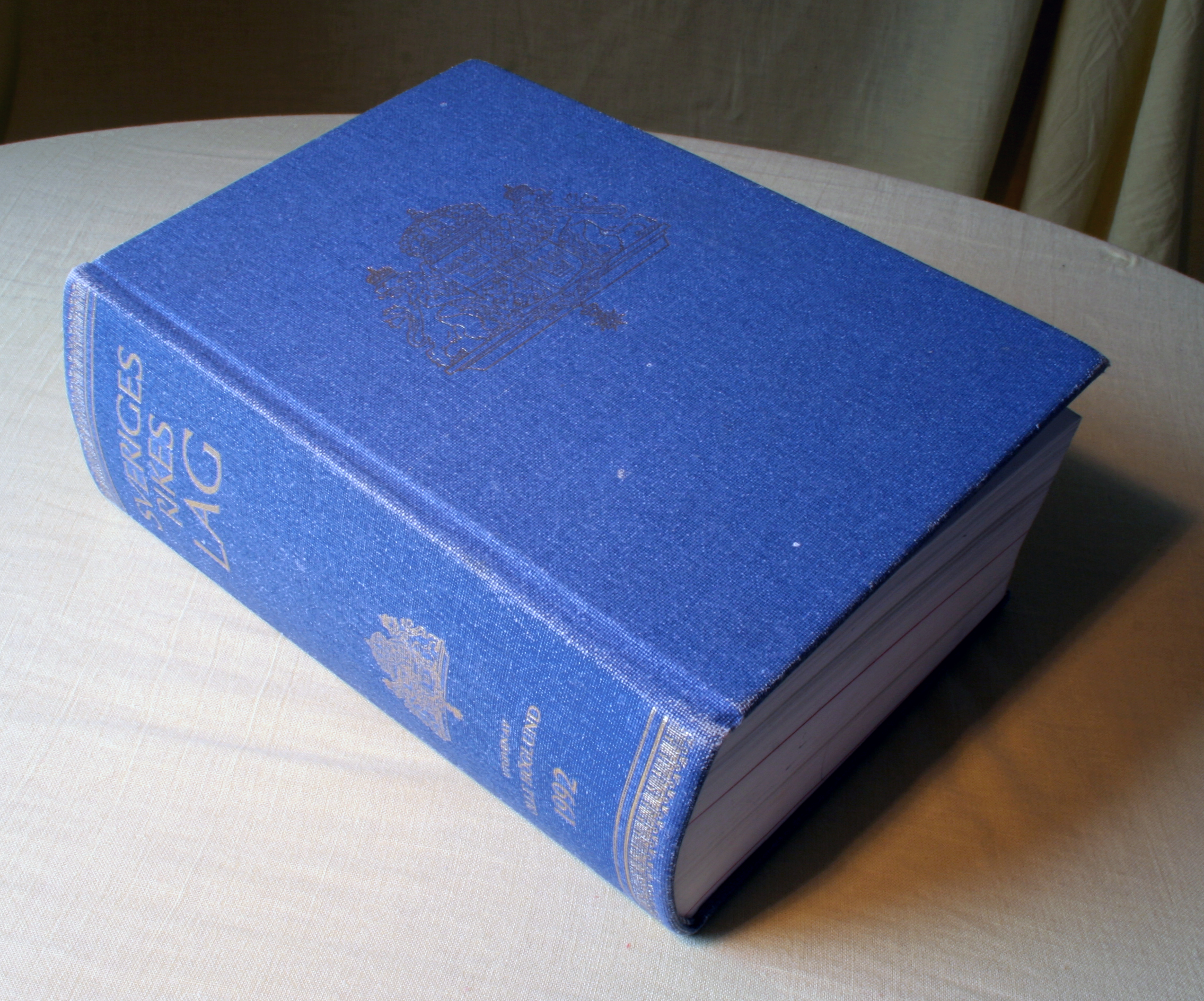
Sveriges rikes lag, de facto книга законів

Швеція має кримінально-правову систему і романо-германську правову систему із законами, створеними Парламентом Швеції. Проте Швеція також має розгалужену систему адміністративного права.
Швеція допускає свідчення з чужих слів. 
Роль судового перегляду законодавства не практикується судами; замість цього,  Законодавча рада надає необов'язкові думки щодо законності.  Суди не пов'язані прецедентом, хоча він є впливовим. 

## Адміністрація
Міністерство юстиції, відділ кабінету на рівні уряду Швеції на чолі з міністром юстиції, насамперед зайнятий законодавством, що стосується судової влади.  Фактичне щоденне адміністрування судів є відповідальністю адміністрація національних судів (швед. Domstolsverket).

## Судові службовці
Після закінчення юридичної освіти випускники можуть стати суддями, прокурорами або приватними адвокатами.  Уряд є головним роботодавцем юридичної школи випускників. 

### Судді
Судді починають свою кар'єру, звертаючись до Міністерства юстиції, який приймає близько 30 % заявників.  Вони починають свою підготовку в якості помічників і судових службовців близько 2 років. Після того, як кандидати проходять відповідний тест, вони призначаються до окружного суду.  Після широкого кола завдань, які можуть тривати до 8 років, уряд визначає призначення і підвищення суддів до постійні посади.  Апеляційні судді, як правило, повинні чекати, поки вони не матимуть 20 років досвіду. Щоб бути призначеним суддею апеляційної інстанції, суддя повинен мати правильний баланс хороших академічних балів, твердих наукових робіт, кілька років «помітної» судової практики як в окружних, так і апеляційних судах, а також на добровільній службі як надання правової допомоги, а також проведення лекцій у якості гостя в юридичних школах 

### Прокурори
Шведські прокурори є адвокатами, які працюють у прокуратурі Швеції (швед. Åklagarmyndigheten) і керують роботою поліції у справах, що стосуються тяжкої злочинності. У всіх кримінальних справах прокуратура приймає рішення про арешти і звинувачення від імені громадськості, і є єдиними державними службовцями, які можуть приймати такі рішення — існує також можливість, яка рідко використовується для приватних осіб, щоб пред'явити приватне обвинувачення (швед. enskilt åtal). (Виняток становлять випадки, що стосуються злочинів проти свободи преси, для яких канцлер юстиції виступає в якості прокурора.) У суді прокурор не обов'язково має суперечливе відношення до відповідача, але зобов'язаний розслідувати та пред'являти інформацію, яка є корисною для обвинуваченого, а також її недоліки. Він не є членом лавці, а також не бере участі в приватних дебатах суду.
Прокурор також є єдиним державним службовцем, який може вирішити звернутися до апеляційних судів. (Також як і захист, потерпілі, їхні представники та інші сторони у справі (швед. målsäganden), які також можуть оскаржити рішення). Якщо справа вирішена апеляційним судом, право звернутися до Верховного суду переходить від прокурора окремої справи до Генерального прокурора Швеції (швед. Riksåklagaren).

### Адвокати

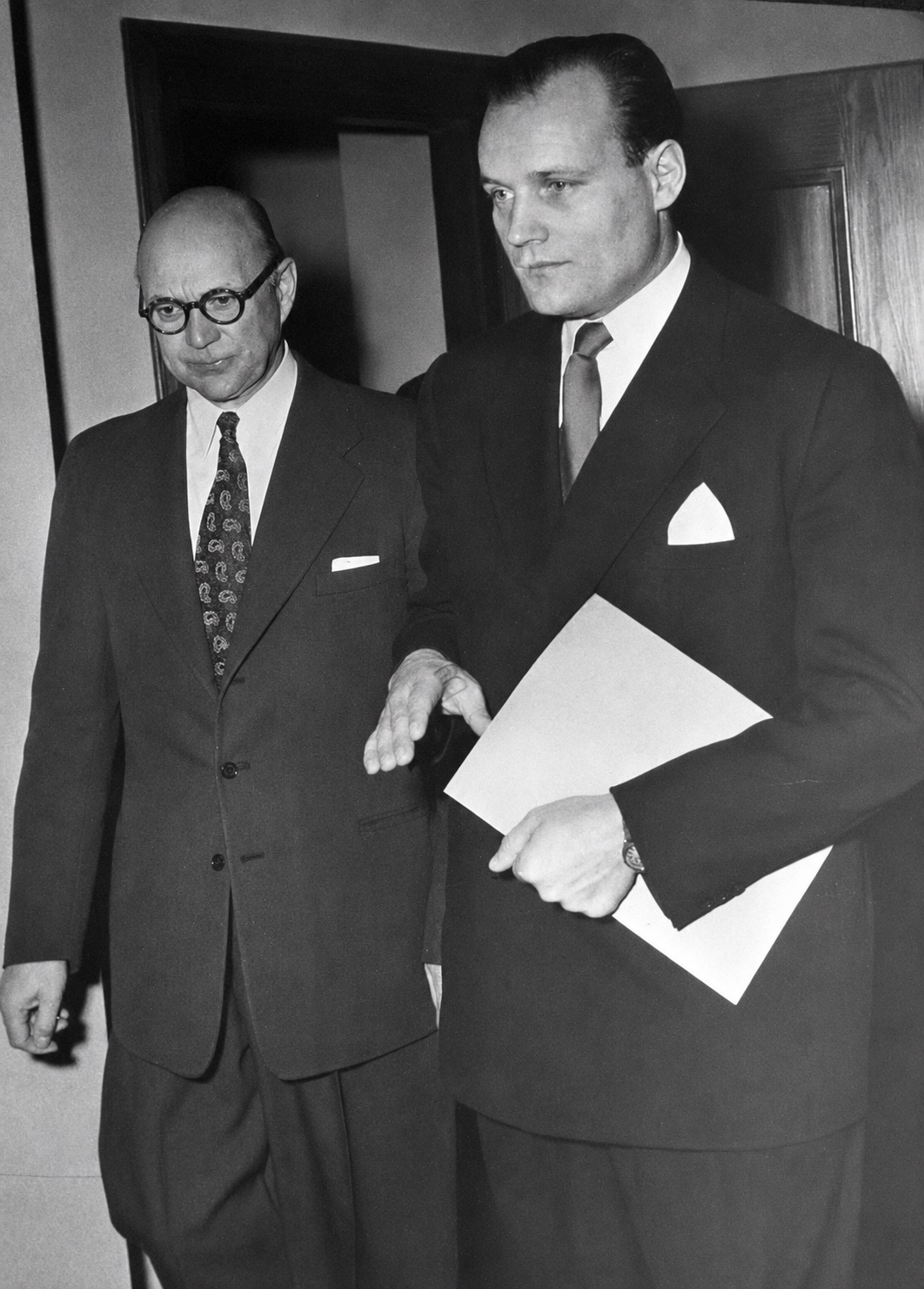
Геннінг Шестрем (зправа), вважається першим знаменитим шведським адвокатом через його відомі справи.

Юристи стають адвокатами (швед. advokat), коли вони приймаються до шведської асоціації адвокатів після закінчення юридичної школи як кандидата юридичних наук і практикують право «з заслугою» протягом щонайменше 5 років. В принципі, не існує монополії тих, хто має титул швед. advokat на надання юридичних послуг в Швеції.
Колегія шведської асоціації адвокатів контролює членів і може дискваліфікувати адвоката від практичного права. Генеральний прокурор Швеції може просити раду ухвалити рішення відповідно до Кодексу про судовий процес.
У порівнянні з іншими країнами кількість адвокатів у приватній практиці невелика.

### Народні засідателі
У Швеції народні засідателі (швед. nämndemän), відомий також як асесори) сидять поряд з професійними суддями в окружних та апеляційних загальних та адміністративних судах, але практично не приймають рішення  Народні засідателі завжди в більшості в окружних судах, а професійні судді — у більшості в апеляційних судах.
 Муніципальні ради призначають народних засідателів для окружних судів, а ради ленів призначають народних засідателів до апеляційних та окружних адміністративних судів.  Вони призначаються строком на 4 роки і не можуть відмовитися від призначення без дійсних причин, таких як вік 60 років.  Народні засідателі, як правило, служать один день на місяць в суді під час його перебування на посаді.
У принципі, будь-який дорослий може стати народним засідателем.  Народні засідателі повинні бути громадяни Швеції та віком до 70 років.  Люди, які не можуть бути народними засідателями, є суддями, судовими службовцями, прокурорами, службовцями поліції, адвокатами та фахівцями, які беруть участь у судовому процесі.  На практиці народні засідателі в Швеції є літніми, багатими і більш освіченими.  Народні засідателі, як правило, є політиками з місцевих органів влади, з яких вони призначені, або вибрані пропорційно до представництва політичних партій на останніх місцевих виборах. 
Використання народних засідателів в Швеції походить до середньовічних часів. 

### Суд присяжних
Присяжні (швед. jurymän), які вирішують справи у відсутності суддів, використовуються лише у справах дифамації у пресі та інших справах, що стосуються правопорушень проти свободи преси. Якщо сторони не погоджуються відмовитися від суду присяжних, питання чи надрукований матеріал виходить за межі допустимих обмежень, подається до суду присяжних з дев'яти членів. У цих випадках шість із дев'яти присяжних повинні бути обраними проти відповідача, і не можуть бути відхиленими у випадках виправдання.
Швеція не має традиції використовувати присяжних у більшості видів кримінального або цивільного судового розгляду. Найчастіше вчинене кримінальне переслідування за цією установою є дифамація, хоча в цілому вісімнадцять правопорушень, у тому числі вища зрада і шпигунство входять до її юрисдикції. Вирок є єдиною прерогативою суддів.
Присяжних призначає лен чи муніципальна рада для кожного лену на чотирирічний термін, розділений на дві групи по шістнадцять і вісім присяжних, або двадцять чотири та дванадцять присяжних для лену Стокгольм, де присяжні у другій групі повинні бути чи були суддями-непрофесіоналами в звичайних або адміністративних судах. Члени суду присяжних повинні бути громадянами Швеції та проживати в лені, в якому відбувається розгляд справи, вони повинні мати розумне судження та бути добре відомими своєю незалежністю та цілісністю, і разом повинні представляти цілий ряд соціальних груп та думок, а також різні частини лену. З цього пулу доступних присяжних суд слухає і виключає тих, хто має конфлікт інтересів у справі, після чого обвинувачені і позивачі мають право виключити декілька членів, що варіюються за округом і групою. Остаточний суд присяжних вибирається випадковим чином шляхом жеребкування.

### Канцлер юстиції
Канцлер юстиції (швед. Justitiekanslern) є головним юридичним радником уряду і міністром, що представляє Швецію в цивільному судочинстві, а також має наглядову відповідальність  Канцлер також має обов'язки щодо Закону про свободу преси та Основних законів про свободу вираження поглядів, дві з чотирьох складових частин Конституції Швеції. 

## Юридична освіта
Правова освіта в Швеції призводить до отримання ступеня магістра права приблизно через 4–5 років навчання.  Швеція має кілька юридичних шкіл:
- Уппсальський університет
- Лундський університет
- Стокгольмський університет
- Гетеборзький університет
- Університет Умео
- Університет Еребру

Уряд є головним роботодавцем випускників юридичної школи.  У порівнянні з іншими країнами кількість адвокатів у приватній практиці невелика.  У Швеції є лише близько 100 професорів права. 

## Правоохоронні органи

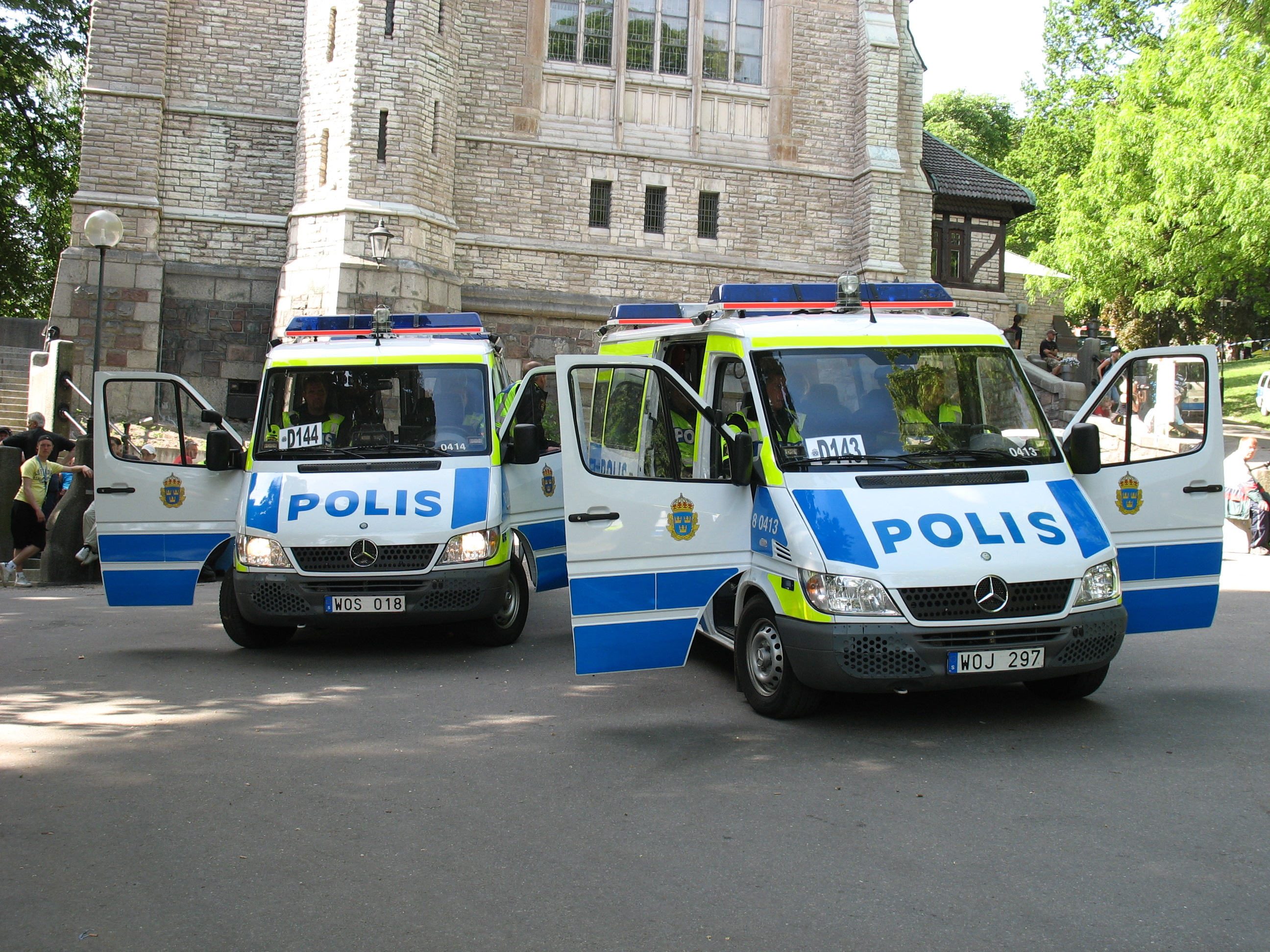
Поліцейські машини

Головним органом правоохоронних органів Швеції є поліція Швеції (швед. Polisen). До середини XIX століття шведська поліція була децентралізована, непрофесійна і дезорганізована.  Після дослідження 1962 р. було рекомендовано націоналізацію і служба поліції була централізована у 1965 році.  Служба в'язниць та пробації Швеції є урядовою агенцією по управлінню в'язницями в Швеції.
 Міністерство юстиції, відділ кабінету на рівні уряду Швеції на чолі з міністром юстиції, насамперед що стосується законодавства про правоохоронну діяльність.  Фактичне щоденне управління є обов'язком поліції Швеції.